# Roseira
Roseira là một đô thị ở bang São Paulo của Brasil, trong tiểu vùng Guaratinguetá. Đô thị này nằm ở vĩ độ 22º53'53" độ vĩ nam và kinh độ 45º18'19" độ vĩ tây, trên khu vực có độ cao 551 m. Dân số năm 2004 ước tính là 9.788 người.
Đô thị này có diện tích 130 km². A Mật độ dân số é de 74,96 hab/km².
Các đô thị giáp ranh gồm Potim về phía bắc, Aparecida a leste, Lagoinha a sul, Taubaté về phía tây nam e Pindamonhangaba về phía tây.

## Thông tin nhân khẩu
Dữ liệu dân số theo điều tra dân số năm 2000
Tổng dân số: 8.577
- Urbana: 8.013
- Rural: 564
- Homens: 4.366
- Mulheres: 4.211

Mật độ dân số (người/km²): 65,88
Tỷ lệ tử vong trẻ sơ sinh dưới 1 tuổi (trên một triệu người): 14,38
Tuổi thọ bình quân (tuổi): 72,03
Tỷ lệ sinh (số trẻ trên mỗi bà mẹ): 2,16
Tỷ lệ biết đọc biết viết: 91,64%
Chỉ số phát triển con người (HDI-M): 0,777
- Chỉ số phát triển con người - Thu nhập: 0,669
- Chỉ số phát triển con người - Tuổi thọ: 0,784
- Chỉ số phát triển con người - Giáo dục: 0,877

(Nguồn: IPEADATA)

### Sông ngòi
- Sông Paraíba do Sul
- Rio Parapitingui
- Ribeirão dos Surdos
- Ribeirão dos Pombos
- Ribeirão Roseira
- Ribeirão Roseira Velha
- Ribeirão Veloso
- Ribeirão Boa Vista
- Córrego dos Índios
- Córrego Santa Maria
- Córrego do Mato Dentro
- Córrego do Rosário
- Córrego de Mello
- Córrego Branco
- Córrego Matão
- Córrego do Macuco
- Córrego do Vaticano